# 모리 메구미
모리 메구미(森恵, 1969년 3월 10일 ~ )는 일본의 가수이자 연기자이다. 구마모토현 구마모토시 출신으로, 캐리어 후반에는 모리 메구미의 예명으로 활동을 벌였다. 키 158 cm이고, 특기는 일본 무용이다.

## 개요
제9회"전국 영 선발 스타는 너다"출전 때 대형 연예 사무소 바닝 프러덕션에서 스카우트 제의를 받고 TBS계 스쿨 ☆의 전쟁》에 게스트 출연으로 드라마 데뷔를 이룬다. 1985년 《젖 자매》에서 준레귤러로서 마쓰모토 내 아역을 맡았다. 또 가수 데뷔 전부터 아이돌 가수 잡지DUNK에서 메구미 프로듀스 연구회 회보는 정규 특집 페이지가 구성되는 등 화제였다. 1985년 가수 데뷔 예정이 이듬해로 연기됐다.
1986년 〈꿈꾸는 댄스 어웨이〉에서 아이돌 가수 데뷔하였다. 이 곡의 레코딩에서는 커피 우유를 마시면서 도전하는 매우 편안한 상태에서 보컬이 록렜다고 본인이 잡지에서 말했다. 3루수 싱글 〈도쿄 거리(TOKIO TOWN)〉는 원래 오리지날 앨범용으로 제작된 곡으로 이 계열 사무소의 선배·장산 양자, 오기노메 요코의 양악 커버 브레이크를 노리는 오리콘 자기 최고 순위 36위까지 상승했으나 히트하지는 않았다. 또한, 진본은 Sarah가 1986년에 발표했다. 〈Tokyo Town〉이다. 7번째 싱글인 《꿈꾸는 시간》은 후지 텔레비전 계열 애니메이션 《키테레츠 대백과》의 주제곡이 되어, 커플링 곡 〈펠트 펜 케이스〉도 ED로 사용됐다. 마지막 싱글 〈그녀〉는 당시 사무소의 선배였던 아사노 아츠코가 출연하는 사자 플레인 앤드 리치 샴푸 CM송으로 화제를 받은 EMI CALLINA의 커버 곡. 모리 버전은 CM에서는 OA되지 않았지만 일본어 버전으로 출시됐다.
1988년에는 《초수전대 라이브맨》에서 미사키 메구미/블루 돌핀을 맡아 특수 촬영 작품에도 진출했다. 메인 감독인 나가이 시타 카오가 숲의 노래를 테이프로 듣고 강렬하게 숲을 캐스트로 추천했다고 한다. 이 프로그램에서 삽입곡 〈스파크!바다에〉도 불렀다. 《에도의 경호원》 등 사극에서의 연기는 시청자의 공감을 얻을 수 있다는 사실로 연예계에서 후한 점수를 획득했던 배우이다.
현재 연예 사무소 사장과 결혼하고 2아이의 어머니다. 연예 활동은 은퇴하고 있지만 별명으로 작사가로 작사 활동을 한다는 것이지만 필명은 밝혀지지 않았다. 2006년 여름에는 잡지의 인터뷰를 하고 있다.
사촌 오빠가 제4회 《나가사키 가요제》에서 우승했고 자주 제작 싱글 〈입술〉을 내고 있다.

## 사진집
- 《SILHOUETTE―森恵写真集》쿠지라이 아스오 근대영화사 ISBN 4-7648-1517-6（1988년 5월）